# Franz Schick (Fußballspieler)
Franz Schick (* 22. Juni 1960 in Mühldorf am Inn) ist ein ehemaliger deutscher Fußballspieler. Er ist Rekordtorschütze der Bayernliga.

## Karriere

### Spieler
Der Stürmer spielte zuerst in den Jugendmannschaften des TSV Ampfing, später in der ersten Mannschaft. 1979 gelang der Aufstieg in die Bayernliga. 1982 wechselte er zum Ligakonkurrenten TSV 1860 München. Nach nur zwei Spielzeiten kehrte er jedoch nach Ampfing zurück, bei den Löwen hatte er in 31 Einsätzen 15 Tore erzielen können. In der Saison 1986/87 stand er im Bundesligaaufgebot des VfL Bochum. Dort kam er auf vier Kurzeinsätze, in denen ihm der Torerfolg allerdings verwehrt blieb. So kehrte er bereits nach der Hinrunde wieder nach Ampfing zurück, wo er bis 1994 blieb.
Zwischen 1979 und 1989 war Schick fünfmal Torschützenkönig der Bayernliga. Er ist mit insgesamt 217 Toren Rekordtorschütze der Bayernliga.

### Trainer
Von 1991 bis 1994 war Schick Abteilungsleiter für Fußball beim TSV Ampfing. Im Anschluss trainierte er mehrere meist unterklassige bayerische Vereine. Bis 1998 war er Spielertrainer beim Bezirksligisten SV Nußdorf. Anschließend führte er ab 1998 den SC Baldham als Spielertrainer aus der B-Klasse in die Bezirksoberliga. Von Januar 2003 bis Sommer 2005 trainierte er den FC Falke Markt Schwaben. In der Spielzeit 2007/08 war er bis April 2008 Trainer beim TSV Zorneding. Im Mai 2011 wurde er Trainer der 1. Mannschaft des Münchner Kreisligisten TSV Trudering. Nach weiteren Wechseln im Amateurlager ist er seit Juli 2023 Trainer des österreichischen Landesligisten SK Fürstenfeld.